# Café de Paris (Monte-Carlo)
Pour les articles homonymes, voir Café de Paris.
Le Café de Paris de Monte-Carlo est un café restaurant mythique style Belle Époque années 1900 et un casino, voisin du Casino de Monte-Carlo, sur la place du Casino, face à l'Hôtel de Paris.

## Historique
Fondé en 1868, en même temps que Monte-Carlo, avec son Casino et l'Hôtel de Paris par François Blanc et le prince Charles III de Monaco, il est baptisé à l'origine « Café Divan ». Il est métamorphosé plusieurs fois jusque dans les années 1930, puis entièrement rénové en 1988 en style Belle Époque années 1900 à l'image des vieux bistrots parisiens.
Il offre de vastes terrasses modulables avec orchestre et vue imprenable sur le Casino de Monte-Carlo et l'Hôtel de Paris et son spectacle quotidien de voitures de prestige, avec le salon Bellevue de 340 m2 au premier étage.
Le Casino propose des salles de jeux de plus de 13 000 m2 dans un décor inspiré des Grands Prix Historiques de Monaco avec plus de 450 machines à sous, Video Poker, Roulette Américaine, Black Jack et Craps.

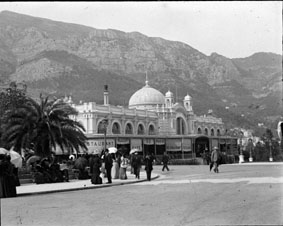
Le Café de Paris à Monte-Carlo, en avril 1899…
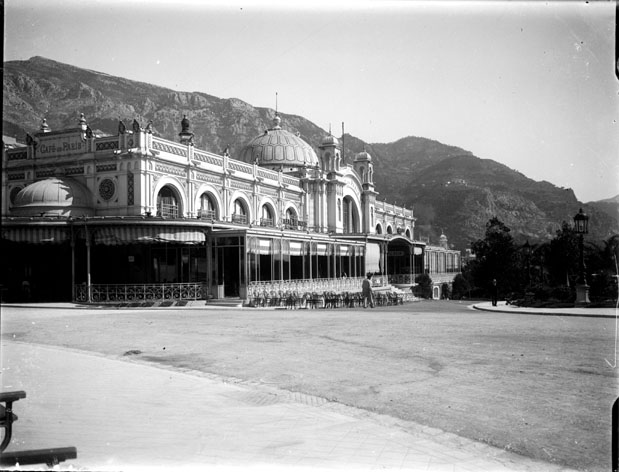
… et en avril 1906.

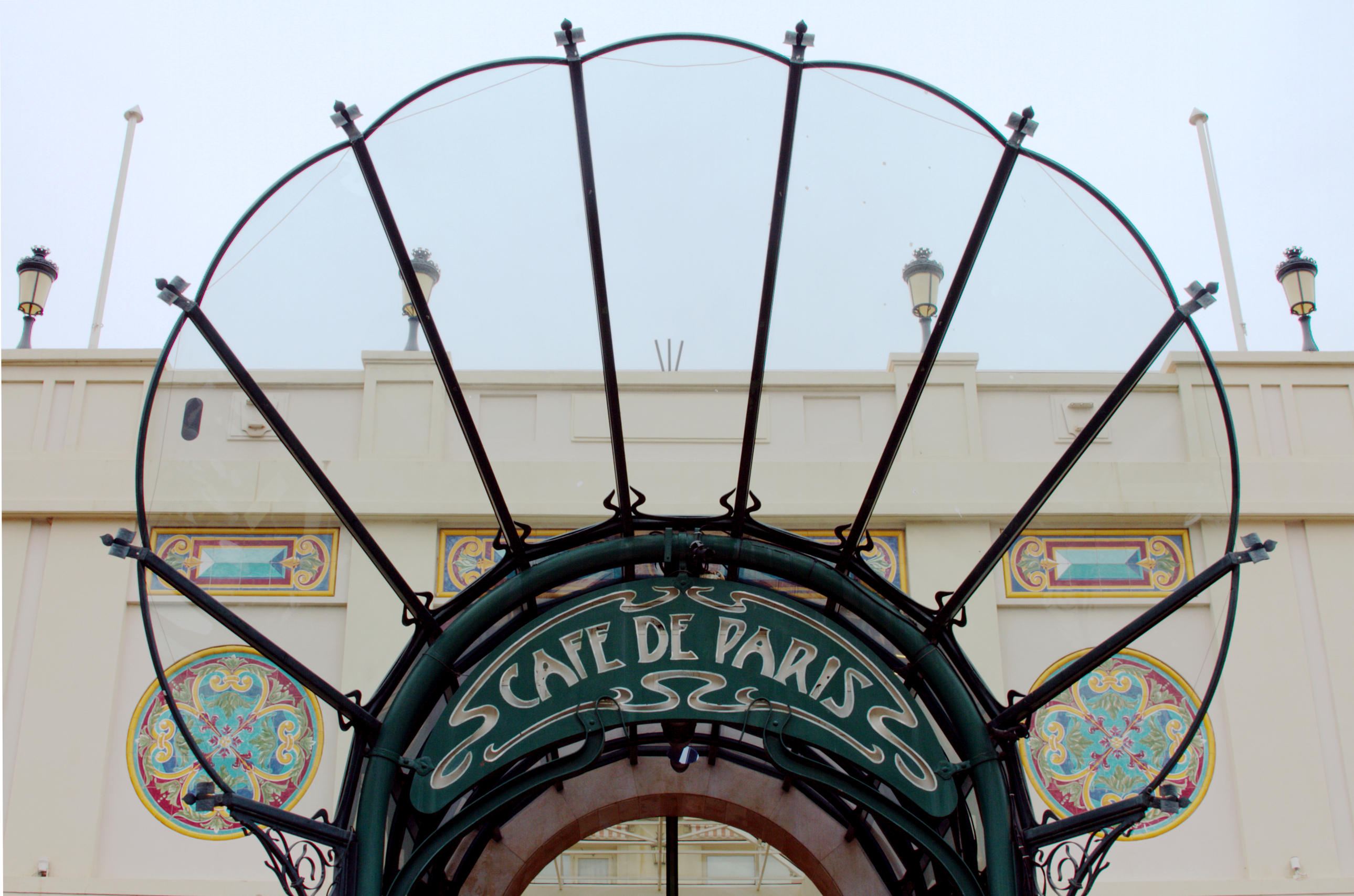
Le Café de Paris en 2014…
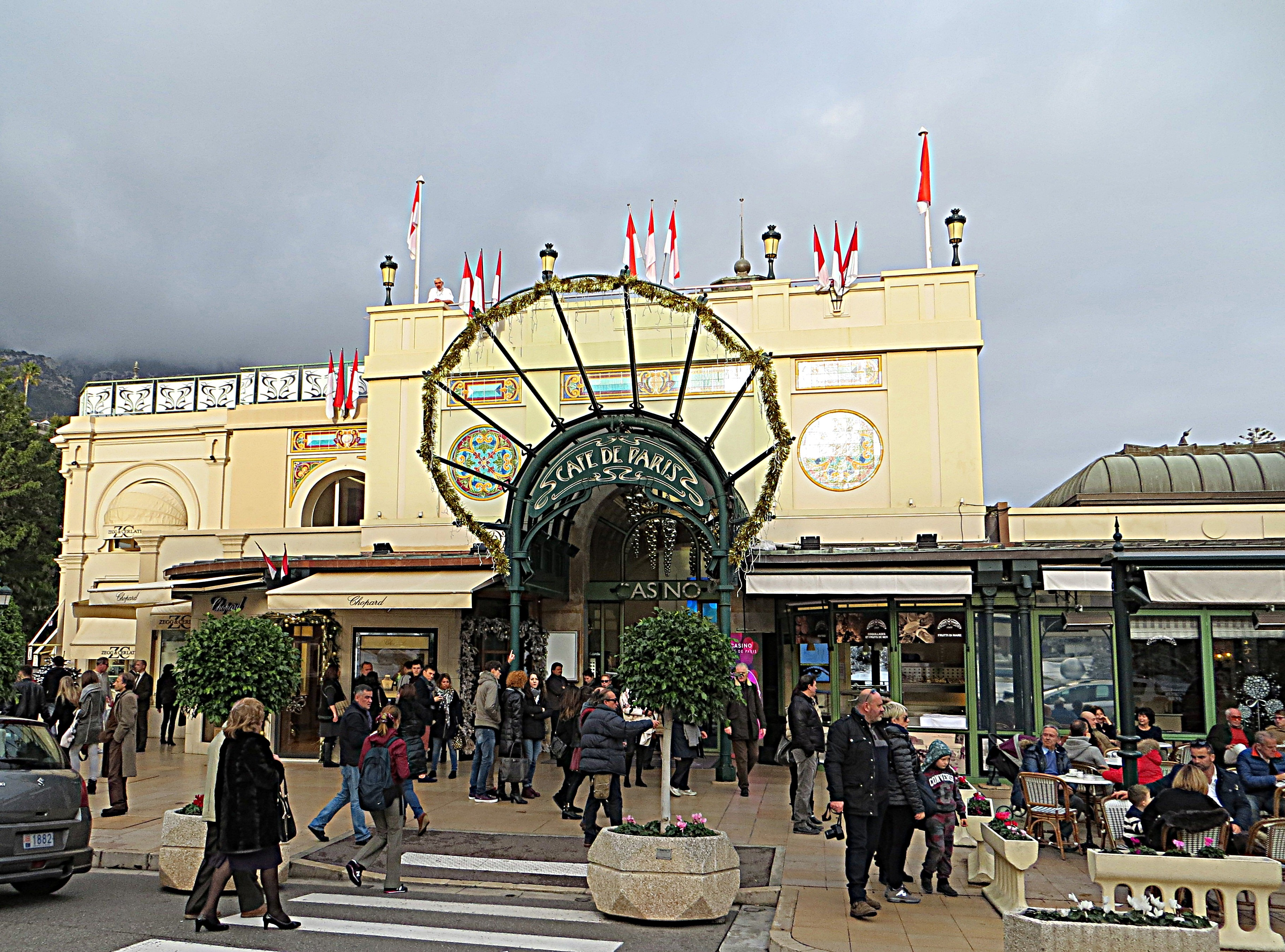
… et en janvier 2015.